# Université des Nationalités du Guangxi (métro de Nanning)
La gare de l'université des Nationalités du Guangxi (chinois : 民族大学站 / pinyin : Mínzú dàxué zhàn / zhuang : Camh Minzcuz Dayoz / anglais : Guangxi University for Nationalities Station) est une station de métro de la ligne 1 du métro de Nanning. Ouverte le 28 décembre 2016, la station comprend trois entrées et une seule plateforme.

## Situation ferroviaire
La station et ses entrées sont situées de part et d'autre du carrefour des rues Xincun Dadao et Daxuedong Lu. La station est la cinquième sur la ligne 1 à partir de l'ouest.

## Histoire
La station est ouverte le 28 décembre 2016.

## Service des voyageurs

### Horaires
La station est ouverte de 6h30 à 22h30 et la fréquence des passages est de 6 minutes et 30 secondes pendant les heures de pointe (7h30 à 9h00 et de 17h30 à 19h30) et de 7 minutes durant le reste de la journée. Originellement, la station était prévue ouvrir de 6h30 à 22h00 et les passages de 7 à 8 minutes, avant des modifications apportées par le bureau des transports le 28 juin 2017.

### Entrées et sorties
La station est accessible par trois entrées différentes, de part et d'autre des rues Daxuedong Lu et Xincun Dadao. La sortie A comprend un ascenseur pour les personnes handicapées.
| Numéro                                         | Destinations proches |
| ---------------------------------------------- | --- |
| Sortie A                                       | Daxuedong Lu (大学东路), Xiajun Lu (下均路), Xincun Lu (新村路), Xining Lu (西宁路), Institut de recherche sur la sériciculture du Guangxi, Centre de sélection de semences et de semis du Guangxi                                                                   |
| Sortie B                                       | Daxuedong Lu, Xincun Dadao (新村大道), Ximing'er Lu (西明二路), École des transports du Guangxi, École des langues étrangères de Nanning, École de navigation maritime du Guangxi, Institut de la culture chinoise du Guangxi, Institut sur le socialisme du Guangxi |
| Sortie C                                       | Daxuedong Lu, Xialei Lu (下雷路), Université des nationalités du Guangxi (en), Collège professionnel et technique de mécatronique du Guangxi, Hôtel international du lac Xiangsi                                                                                     |
| Légende： Ascenseur pour personnes handicapées | |

### Desserte et structure
La station comprend une seule plateforme et aucun quai latéral.
| Niveau 0   | Entrées et sorties                                           | Entrées et sorties                                         |
| Sous-sol 1 | Salle d'accueil                                              | Service à la clientèle, boutiques et guichet libre-service |
| Sous-sol 2 |                                                              | Ligne 1 Voie 1 : En direction de Shibu                     |
| Sous-sol 2 | Quai central                                                 |                                                            |
| Sous-sol 2 | Ligne 1 Voie 2 : En direction de la Gare de Nanning-est (zh) |                                                            |